# Greben Hibernia
Greben Hibernia (eng. Hibernia Reef) je koraljni greben u istočnom Indijskom oceanu. Leži u Timorskom moru, 42 km sjeveroistočno od otočja Ashmore, 62 km sjeverozapadno od otoka Cartier i oko 390 km od australske sjeverozapadne obale.
Greben, oblika tipičnog atolskog prstena i ukupne površine od 11,5 km², većim je dijelom poplavljen i stoga predstavlja opasnost za plovidbu. Za Europu ga je u lipnju 1811. otkrio engleski moreplovac Samuel Ashmore, kapetan broda Hibernia, zajedno s otočjem Ashmore na jugozapadu.
Unatoč blizini otočja Ashmore i otoka Cartier, greben Hibernia politički nije dio australskog vanjskog područja otoka Ashmore i Cartier.

## Vanjske poveznice
- Oceandots (Bild und Kurzinfo) (Memento vom 23. Dezember 2010 im Internet Archive)